# Shirókaya Shchel
Shirókaya Shchel (del ruso: Широкая Щель) es un jútor del ókrug urbano de Gelendzhik del krai de Krasnodar, en el sur de Rusia. Está situado en la cabecera de un arroyo afluente del río Mezyb, que junto con el río Adérbiyevka desagua en el mar Negro por el río Inogua, 8 km al este de Gelendzhik y 85 km al suroeste de Krasnodar. Tenía 216 habitantes en 2010.
Pertenece al municipio Divnomorski.

## Transporte
Por la localidad pasan las carreteras federales M4 Don Moscú-Novorosíisk y M27 Novorosíisk-frontera abjasa, que comparten calzada en este tramo.